# Felsenbohrer
Die Felsenbohrer (Hiatellidae) sind eine Familie der Muscheln. Es ist die einzige Familie der Überfamilie Hiatelloidea. Die (Über-)Familie ist seit dem Hettangium (Jura) sicher nachgewiesen. Noch ältere der Familie zugewiesene Funde aus dem Perm sind allerdings zweifelhaft.

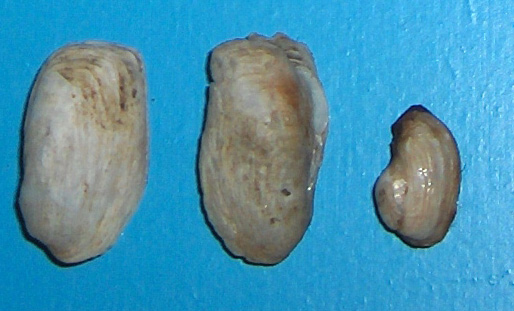
Gemeiner Felsenbohrer (Hiatella rugosa)

## Merkmale
Die gleichklappigen oder auch ungleichklappigen Gehäuse sind klein bis groß. Sie sind im Umriss länglich-eiförmig, gerundet-rechteckig oder gerundet-trapezoidal, oder auch etwas unregelmäßig (Form durch bohrende Lebensweise bedingt). Das Hinterende, und evtl. auch das Vorderende klaffen. Die Wirbel sitzen nahe dem Vorderrand. Das externe Ligament befindet sich eingesenkt hinter den Wirbeln. Die Schlossplatte ist schmal mit je einem Kardinalzahn in beiden Klappen, die Zähne können aber stark reduziert sein. Lateralzähne fehlen.
Die Schale ist festwandig und aragonitisch. Die äußere Schalenlage ist einfach-prismatisch, die mittlere Lage homogen, die innere Lage homogen oder komplex-kreuzlamellar. Die Ornamentierung besteht aus randparallelen, oft etwas unregelmäßigen mehr oder weniger groben Linien und Gruben, und/oder aus wenigen, sehr kräftigen, radialen Rippen, die gekörnelt oder bestachelt sein können. Das Periostracum ist dick.
Die Mantelbucht ist meist breit und tief. Die Mantellinie ist unregelmäßig und unterbrochen. Die zwei Schließmuskel sind ungleich groß. Die meist langen Siphonen sind verwachsen und mit einer Kutikula umgeben. Die Enden der Siphonen sind aber frei. Ein Byssus kann noch vorhanden sein.

## Geographische Verbreitung und Lebensraum
Die Familie ist weltweit verbreitet, aber der Schwerpunkt der Diversität liegt in den zirkumborealen Gewässern.
Sie leben mit Byssus angeheftet, in Spalten, kleinen Höhlen, in Leergehäusen oder als Epibionten auf Algen und Weichtiergehäusen, oder auch bohrend in weichem Gestein oder verfestigten Sediment. Das Bohren erfolgt rein mechanisch.

## Taxonomie
Das Taxon wurde von John Edward Gray 1824 als Hyatelladae aufgestellt, basierend auf der Falschschreibung Hyatella Férussac, 1821. MolluscaBase akzeptiert das Taxon in der korrigierten Form als gültige Familie (und Überfamilie).
- - †Capristocardia Tate, 1887[4]
  - Cyrtodaria Reuss, 1801
    - Cyrtodaria kurriana Dunker, 1861
    - Cyrtodaria siliqua (Spengler, 1793)

  - Hiatella Bosc, 1801
    - Nördlicher Felsenbohrer (Hiatella arctica (Linnaeus, 1767))
    - Gemeiner Felsenbohrer (Hiatella rugosa Linnaeus, 1767)

  - Panomya Gray, 1857
    - Panomya ampla Dall, 1898
    - Panomya aquaticavis Tiba, 1988
    - Panomya nipponica Nomura & Hatai, 1935
    - Panomya norvegica (Spengler, 1793)
    - Panomya priapus (Tilesius, 1822)

  - Panopea Ménard de la Groye, 1807
    - Panopea abbreviata Valenciennes, 1839
    - Panopea abrupta (Conrad, 1849) †
    - Panopea australis (G. B. Sowerby I, 1833)
    - Panopea bitruncata (Conrad, 1872)
    - Elefantenrüsselmuschel (Panopea generosa Gould, 1850)
    - Panopea globosa Dall, 1898
    - Panopea glycimeris (Born, 1778)
    - Panopea japonica A. Adams, 1850
    - Panopea smithae Powell, 1950
    - Panopea worthingtoni Hutton, 1873 †
    - Panopea zelandica (Quoy & Gaimard, 1835)

  - †Roxoa Mendes, 1952

## Belege